# Maria Amalia de Courland

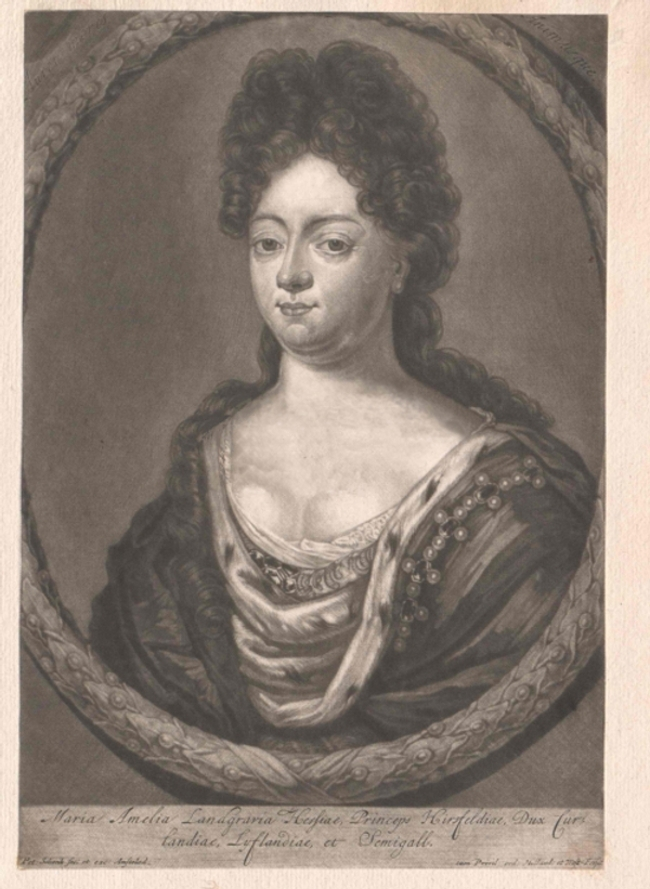
Maria Amalia de Courland

Maria Anna Amalia de Courland (12 iunie 1653 – 16 iunie 1711) a fost nobilă germană, o prințesă de Courland aparținând familiei Ketteler. Prin căsătoria cu vărul ei primar Karl I, Landgraf de Hesse-Kassel a devenit contesă de Hesse-Kassel.

## Biografie
S-a născut la Mitau, ca fiica Ducelui Jacob de Courland (1610–1662) și a Louise Charlotte de Brandenburg, fiica cea mare a lui Georg Wilhelm, Elector de Brandenburg.
La 21 mai 1673, s-a căsătorit cu vărul ei primar, Karl I, Landgraf de Hesse-Kassel (1654–1730). Înainte Amalia fusese logodită cu fratele mai mare al lui Karl, Wilhelm al VII-lea, însă acesta a murit la vârsta de 19 ani, în timpul marelui tur pe care-l făcea.
Împreună cu Karl a avut 17 copii, dintre care 14 au trăit suficient cât să aibă un nume:
- Wilhelm (29 martie 1674 – 25 iulie 1676)
- Karl (24 februarie 1675 – 7 decembrie 1677)
- Friedrich (28 aprilie 1676 – 5 aprilie 1751 ), care și-a succedat tatăl ca Frederick, Landgraf de Hesse-Kassel, și în 1720 a devenit rege al Suediei. S-a căsătorit prima dată în 1700 cu Prințesa Louisa Dorothea de Brandenburg (1680–1705) și a doua oară în 1715 cu Ulrika Eleonora, regină a Suediei (1688–1741)
- Christian (2 iulie 1677 – 18 septembrie 1677)
- Sophie Charlotte (16 iulie 1678 – 30 mai 1749); s-a căsătorit în 1704 cu Frederick Wilhelm, Duce de Mecklenburg-Schwerin (1675–1713)
- Fiu (12 iunie 1679)
- Karl (12 iunie 1680 – 13 noiembrie 1702)
- Wilhelm (10 martie 1682 – 1 februarie 1760), care și-a succedat fratele mai mare Frederick sub numele de Wilhelm al VIII-lea, Landgraf de Hesse-Kassel. S-a căsătorit în 1717 cu Dorothea Wilhelmina de Saxa-Zeitz (1691–1743)
- Leopold (30 decembrie 1684 – 10 septembrie 1704)
- Louis (5 septembrie 1686 – 23 mai 1706)
- Marie Louise (7 februarie 1688 – 9 aprilie 1765); s-a căsătorit în 1709 cu Johann Willem Friso, Prinț de Orania (1687–1711)
- Maximilian (28 mai 1689 – 8 mai 1753); s-a căsătorit în 1720 cu Friederike de Hesse-Darmstadt (1698–1777)
- Fiică (5 iulie 1690 )
- Georg Karl (8 ianuarie 1691 – 5 martie 1755)
- Eleonore Antoine (11 ianuarie 1694 – 17 decembrie 1694)
- Wilhelmine Charlotte (8 iulie 1695 – 27 noiembrie 1722)
- Fiu (1696)

Ea a fost descrisă ca fiind modestă, afabilă și pioasă. A murit în 1711, la vârsta de 58 de ani, și a fost înmormântată la biserica Sf. Martin din Kassel.